# Denhamia celastroides
Denhamia celastroides är en benvedsväxtart som först beskrevs av F. Müll., och fick sitt nu gällande namn av L.W. Jessup. Denhamia celastroides ingår i släktet Denhamia och familjen Celastraceae. Inga underarter finns listade.